# Maneki-neko

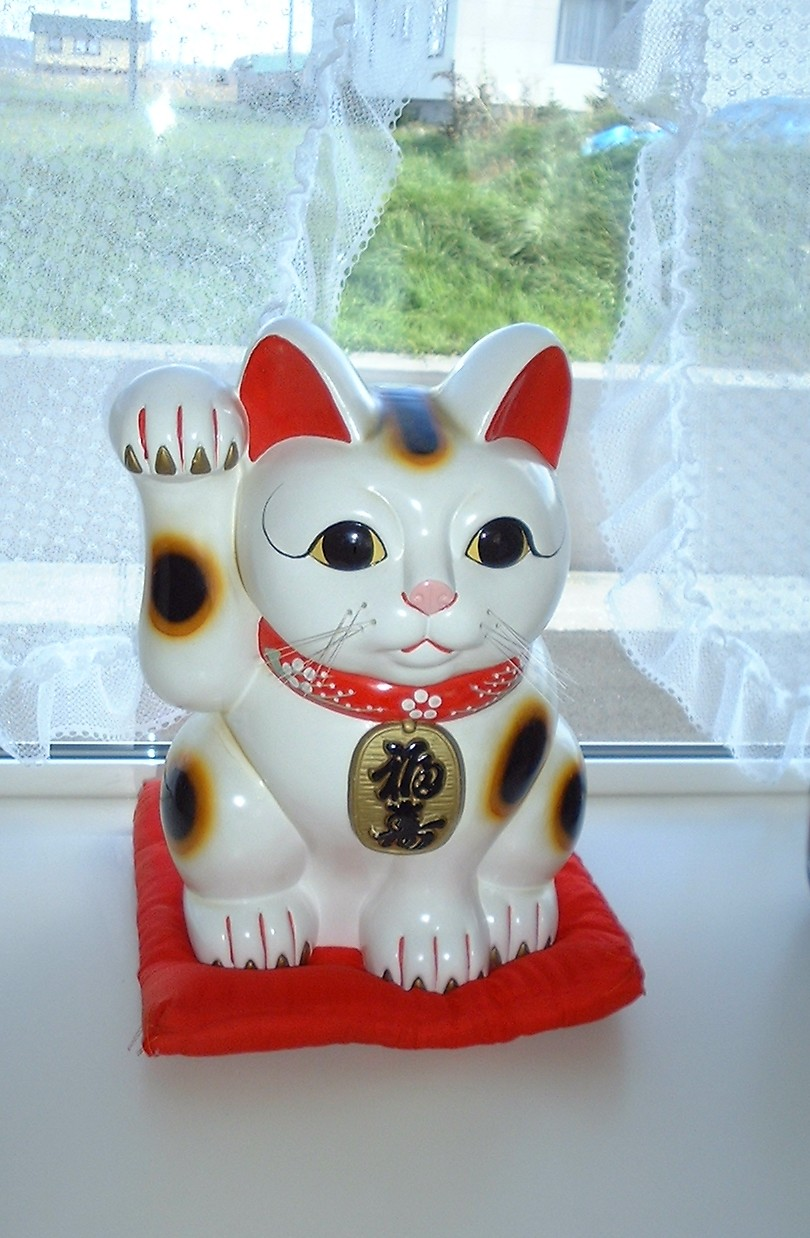
Maneki-neko

Maneki-neko (japanska: 招き猫) är en typ av prydnader, föreställande japanska katter, och som ofta finns i japanska butiker eller skyltfönster för att locka besökare. Maneki-neko sägs vara lyckobringande och är ett vida spritt fenomen. Symboliken med avseende på färger och utförande kan tolkas på många sätt.

## Etymologi och symbolik
Ordet maneki-neko betyder "den kallande katten", eftersom katten ser ut att vinka till betraktaren. För västerlänningar kan det se ut som om katten bara vinkar istället för att kalla till sig, men det beror på kulturella skillnader mellan öst och väst. I Japan och andra länder i Asien vinkar man till sig någon med handflatan vänd nedåt, alltså ungefär som en vanlig västerländsk vinkning. Det har tillverkats maneki-neko med handflatan inåt så att västerlänningar ska förstå bättre.
Maneki-nekos resta tass symboliserar olika saker. Om katten har vänster tass rest, sägs det att den kallar till sig kunder. Om den har höger tass rest, sägs det att den kallar till sig pengar och tur. Det finns även varianter med båda tassarna resta, vilket symboliserar beskydd av hemmet eller företaget. Tassens höjd har också betydelse. Ju högre tassen är rest, desto mera tur bringar katten, eller desto längre bortifrån kommer lyckan. Det finns de som tror att maneki-nekos gest har att göra med det sätt som katter tvättar sig i ansiktet på.

## Färger
Maneki-neko förekommer i många olika färger. Den traditionella sköldpadd- och vita färgen har över årens gång blivit till alla möjliga färger och nyanser - allt från vita och svarta till lila och gröna katter. Maneki-neko finns i många olika designer och former, allt från de klassiska till moderna, såväl massproducerade som unika. Vissa av färgerna kan ha speciella betydelser.

### Sköldpadd och vit/Calico
Den klassiska maneki-neko-färgen och även den färg som anses allra mest lyckobringande. Den här katten är vit med svarta fläckar kantade med brunt. Denna färg har varit populärast mycket länge och ansedd som tursam runt hela världen. Sköldpaddsfärgade hannar anses extra tursamma, eftersom hannens genetiska anlag har mycket små chanser att bli sköldpaddsfärgade och det finns mycket, mycket få sådana i världen.

### Vit
Den näst populäraste färgen är vitt, som symboliserar renhet och positiva saker.

### Svart
Denna färg sägs jaga bort ondska och negativitet. Den är ibland kopplad till god hälsa, men det är inte ofta. Dessa maneki-neko sägs skydda mot förföljare och har blivit populära bland kvinnor. 

### Guld
Det sägs att en guldfärgad maneki-neko bringar pengar.

### Rosa
Den rosa maneki-nekon är relativt ny, men den har blivit populär på sistone[när?] och symboliserar kärlek.

### Röd
Denna färg symboliserar god hälsa. Den jagar även bort negativitet och ondska, precis som svart.

### Grön
Gröna maneki-neko är ganska ovanliga men när de dyker upp symboliserar de hälsa och akademiska triumfer/studier.
Det finns ett flertal andra färger som inte behöver ha någon speciell betydelse utan enbart är dekorativa.

## Utförande
Maneki-neko har ofta en haklapp samt ett halsband med pingla kring halsen och håller även ibland i någonting annat speciellt. Vanligt är att maneki-neko håller i ett guldmynt med japanska skrivtecken, en Ōban. Dessa symboliserar de gamla mynten från Japans Edoperiod. Ett sådant mynt var i verkligheten värt en ryo, en gammal och mycket högt värderad valuta. Maneki-nekos koban är värt hela tio miljoner ryo (千万両). Moderna maneki-neko kan hålla i allt möjligt, från kristallkulor till magiska pengasläggor.
Maneki-nekon är oftast gjord av porslin eller keramik. Maneki-neko är även populära som spargrisar. I Okayama finns ett museum tillägnat maneki-nekon med mer än 700 statyer från olika tidsåldrar.

## Ursprung och folklore
Det finns flera legender och teorier om maneki-nekos ursprung, men det är oklart. Man tror att de dök upp på Edoperiodens senare del. Denna legend är mest populär: En rik man tar skydd under ett träd nära Gotukujitemplet under ett åskväder när han ser tempelkatten som tvättar sig i ansiktet och verkar som om den kallar till sig honom. Han går till katten och ett ögonblick senare slår blixten ner i trädet. Katten har alltså räddat hans liv! Den rike mannen blir vän med den fattige prästen och templet blir mycket framgångsrikt.
I september månad varje år hålls festivaler till ära för maneki-neko runt om i Japan.